# Floxina B

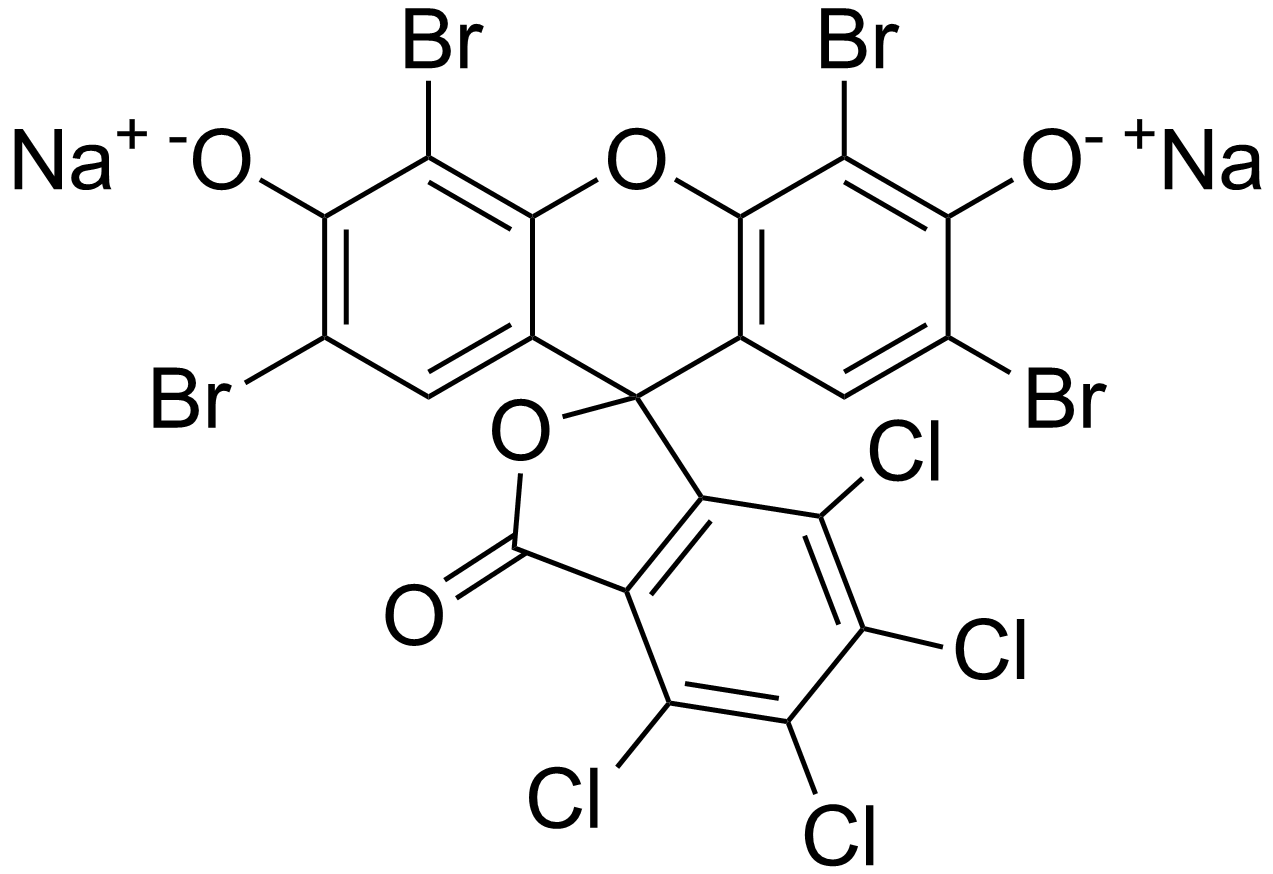
Floxina B

Floxina B ou simplesmente floxina é o corante classificado com o Color Index C.I. 45410, de coloração vermelha. Sua fórmula empírica é C20H2Br4Cl4Na2, de peso molecular 829,7.

## Aplicações
É usado na técnica de coloração HPS (hematoxilina-floxina-safron), no método de coloração de Lendrum, com floxina e tartrazina e pode ser usado para demonstrar hialina alcoólica. 
É comumente usado para contagem de eosinófilos em hematocitômetro.
Pode ser substituído pela eosina Y em diversas técnicas.

## Soluções
A floxina é utilizada em soluções para a coloração dos dentes em histotécnica de dentes humanos.

### Solução de estoque de floxina a 1%
Floxina B 1 grama
Água destilada 100 ml

### Solução eosina-floxina
Esta solução deve ser preparada para utilização numperíodo máximo de 7 a 15 dias após a mistura: 
Solução estoque de eosina a 1%: 50 ml
Solução estoque de floxina a 1%: 5 ml
Álcool 96 GL: 380 ml
Ácido acético glacial: 2 ml
Os ingredientes devem ser acrescentados na ordem indicada.